# Ectatomminae
Ectatomminae is een onderfamilie van de familie mieren.

## Geslachten
(Indicatie van aantallen soorten per geslacht tussen haakjes)
- Ectatomma Smith, 1858 (15)
- Gnamptogenys Roger, 1863 (137)
- Rhytidoponera  (104)
- Typhlomyrmex  (7)